# Dubuque-Wisconsin Bridge
Die Dubuque-Wisconsin Bridge ist eine stählerne Bogenbrücke, die den oberen Mississippi River überquert und die Stadt Dubuque in Iowa mit dem ländlichen Grant County in Wisconsin verbindet. Die Dubuque-Wisconsin Bridge ist eine vierstreifige Straßenbrücke, über die die U.S. Highways 61 und 151 gemeinsam führen. Aus technischer Sicht ist es eine Stabbogenbrücke, bei der die nach außen wirkenden Druckkräfte der beiden Bögen durch die Stahlbalken neben der Fahrbahn aufgenommen werden. Sie ist eine von zwei Straßenbrücken in der Gegend um die Stadt Dubuque. Zwischen beiden befindet sich noch eine Eisenbahnbrücke. Die Julien Dubuque Bridge – die andere Straßenbrücke – befindet sich rund 5 km stromabwärts und führt von Dubuque nach East Dubuque in Illinois.

## Geschichte
In den späten 1970er und frühen 1980er Jahren gelangten die Offiziellen der Stadt Dubuque zu der Überzeugung, dass die alte Eagle Point Bridge nicht mehr dem Bedarf entsprach. Es wurde beschlossen, eine vierstreifige Flussüberquerung zu bauen.
Die inzwischen begonnenen Bauarbeiten ruhten, als auf der geplanten Brückenzufahrt in Wisconsin ein alter Indianerfriedhof gefunden worden war. Ein Medizinmann der Winnebago segnete die Stätte und die Reste der Verstorbenen wurden an eine andere Stelle verbracht.
1983 wurde dann der Verkehr von der Eagle Point Bridge zur neuen Brücke umgeleitet. Wenig später wurde die Eagle Point Bridge abgerissen. In den frühen 1990er wurde die Brückenzufahrt in Dubuque vierstreifig ausgebaut. Während der Erneuerungsarbeiten an der Julian Dubuque Bridge wurde der U.S. Highway 20 über die Dubuque Wisconsin Bridge umgeleitet, die im Jahre 2003 einen neuen Straßenbelag erhielt.

## Weblinks

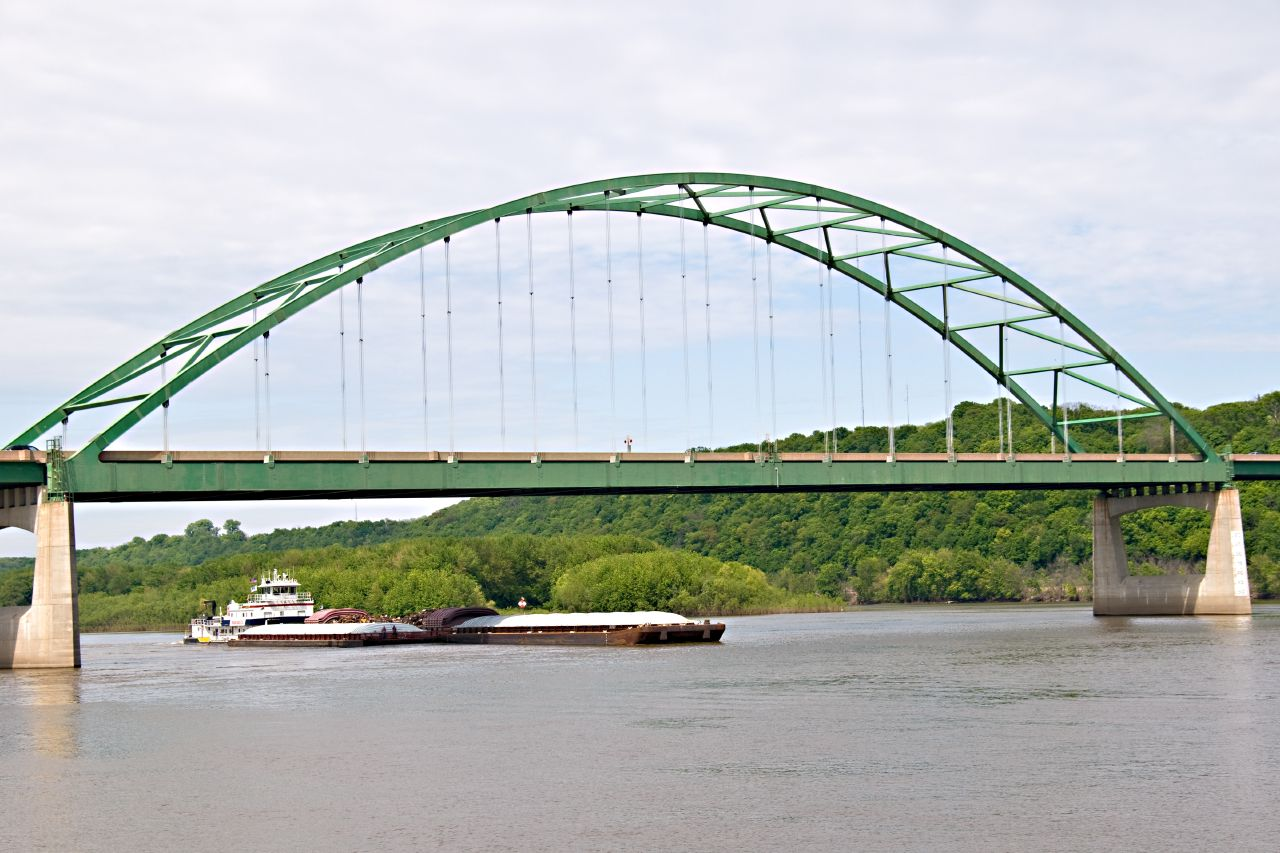
Dubuque-Wisconsin Bridge